# Louis Antoine Léon de Saint-Just
Louis Antoine Léon de Richebourg de Saint-Just, francoski revolucionar, * 29. avgust 1767, Décize pri Neversu, Francija , † 28. julij 1794, Pariz.
1. 1 2  data.bnf.fr: platforma za odprte podatke — 2011.
2. 1 2  podatkovna baza Sycomore
3. 1 2  Сен-Жюст Луи Антуан // Большая советская энциклопедия: [в 30 т.] — 3-е изд. — Moskva: Советская энциклопедия, 1969.